# Монастырь Святого Августина (Амберг)
Монастырь Святого Августина (нем. Kloster Sankt Augustinus Amberg) — бывший женский монастырь, располагавшийся в районе переулка Лёвенвиртсгесхен баварского города Амберг (Верхний Пфальц) и относившийся к архиепископству Регенсбурга; обитель визитанток была основана по инициативе Генриетты Аделаиды Савойской, супруги курфюрста Фердинанда Марии, в 1667 году и распущена в ходе секуляризации в Баварии — в 1804 году.

## История и описание
По просьбе Генриетты Аделаиды Савойской, супруги курфюрста Фердинанда Марии, Папа Римский Александр VII приказал 24 марта 1667 года построить два монастыря — в Мюнхене и Амберге. В то время как монастырь в столице Баварии был основан уже в 1671 году, баварский курфюрст Максимилиан II Эммануил только 18 января 1692 года подписал документ об основании женской обители в Амберге для развития «художественных дел и добродетелей». 25 апреля 1692 года семь сестер из мюнхенской материнской обители переехали в своё временное жилье в Амберге: доход от имущества, оставшегося от монастырей в Гнаденберге и Зелигенпортене, которые не были восстановлены после Реформации, был передам им в качестве источника финансирования.
В период с 1693 по 1696 год новое здание монастыря было построено по планам архитектора Вольфганга Динценхофера (1648—1706); внутреннее убранство было создано мастерами, работавшими в мастерской Джованни Баттисты Карлоне (ок. 1642 — ок. 1721). Монастырская церковь, посвящённая Святому Августину, была построена в 1697 году и освящена два году спустя, в 1699, викарным епископом Альбертом Эрнстом фон Вартенбергом (1635—1715). При руководителе настоятельницы Виктории фон Орбан внутренне убранство храма была значительно переработана сразу несколькими местными художниками, среди которых исследователи отмечали мастера по лепнине Пауля Антона Ландеса (1712—1764) и придворного художника из Аугсбурга Готфрида Бернхарда Гетца (1708—1774).
Монастырь был финансово устойчив, что позволило ему уже в 1753 году принять участие в создании филиального монастыря в Зульцбах-Розенберге, который через два года был основан шестью монахинями из Амберга. В конце XVIII века 22 монахини и 6 светских сестер (см. конверз) проживали в амбергском монастыре: их основной задачей являлось обучение местных девочек. Занятия были бесплатными и в 1782 году в двух классах обучалось 147 человек.
Монастырь был распущен в ходе секуляризации в Баварии, 2 марта 1804 года, а монахини из Амберг получили жилье в филиальном монастыря в Зульцбахе. Некоторые члены общины, которые были готовы работать в светской школе, смогли продолжать преподавать в местной школе для девочек. Здания бывшего монастырь изначально использовались для размещения школы, а с 1805 года стали основными помещениями для местной провинциальной библиотеки. Одно из зданий и монастырская аптека были проданы с аукциона; в 1839 году другие постройки были переданы сестрам из конгрегации «Arme Schulschwestern von Unserer Lieben Frau» (SSND), которые выкупили их в 1849. В данных зданиях сейчас находится школа «Dr.-Johanna-Decker-Schulen» (DJDS): в некоторых школьных классах сохранились лепные работы мастерской Карлоне.